# Frost
Frost je drugi studijski album norveškog viking metal sastava Enslaved. Diskografska kuća Osmose Productions objavila ga je 4. kolovoza 1994. godine.
Taj je album ujedno i posljednji na kojem je sudjelovao bubnjar Trym Torson prije nego što se pridružio black metal-sastavu Emperor.

## Popis pjesama
| 1.    | »Frost«                                       | Ivar Bjørnson             | 2:52 |
| 2.    | »Loke«                                        | Bjørnson, Grutle Kjellson | 4:21 |
| 3.    | »Fenris«                                      | Bjørnson, Kjellson        | 7:16 |
| 4.    | »Svarte vidder« (Crne ravnice)                | Bjørnson                  | 8:43 |
| 5.    | »Yggdrasil«                                   | Bjørnson, Havamal         | 5:23 |
| 6.    | »Jotunblod« (Jotunska krv)                    | Bjørnson, Kjellson        | 4:07 |
| 7.    | »Gylfaginning« (Obmana Gylfija)               | Bjørnson, Kjellson        | 5:31 |
| 8.    | »Wotan«                                       | Bjørnson, Kjellson        | 4:12 |
| 9.    | »Isöders dronning« (Kraljica ledenih pustoši) | Bjørnson                  | 7:45 |
| 50:10 |                                               |                           |      |

## Recenzije
AllMusic je album nazvao "važnim za ekstremni podžanr glazbe poput viking metala" te je komentirao kako je njime Enslaved pokazao "značajan skok u kreativnosti".

## Zasluge
| Enslaved - Grutle Kjellson – vokali, bas-gitara, harmonika, aranžman, produkcija, miksanje - Ivar Bjørnson – solo i ritam gitara, klavijature, aranžman, produkcija, miksanje - Trym Torson – bubnjevi, aranžman, produkcija, miksanje | Ostalo osoblje - Pytten – bas-gitara (na pjesmi "Yggdrasil"), produkcija, miksanje, snimanje, inženjer zvuka - David Bertolini – snimanje, inženjer zvuka |